# Евтушенко, Дмитрий Маратович
Дми́трий Мара́тович Евтуше́нко (1 февраля 1975, Москва) — современный российский художник, работающий в портретной, жанровой и пейзажной живописи. Наряду с лирическими портретами и романтическими композициями художник создаёт и гротескные, подчас сатирические городские зарисовки. Стилистика живописи тяготеет от классического реализма к экспериментам с цветом и контрастами, пуантилизму, широким мазкам, и вместе с тем к графичности.

## Биография
В 1993 году окончил Московскую Среднюю Художественную Школу (МСХШ) при институте имени Сурикова (преп. Козлов Н. И., Беседнов Л. С., Березная Н. Н.). В 1999 году окончил Российскую академию живописи, ваяния и зодчества (портретная мастерская профессора Хасьянова Л. С.).
С 2001 года является доцентом кафедры творческих дисциплин Национального Института Дизайна (НИД).
Преподавал рисунок и живопись в Национальном Институте Современного Дизайна (НИСД).

## Творчество
Дипломная работа — портрет Анны Ахматовой, изображающий поэтессу в интерьере Фонтанного Дома в годы написания «Реквиема». Среди первых самостоятельных работ художника, написанных еще во время учебы — композиции, посвященные образам Иосифа Бродского и Альфреда Шнитке. В качестве аспирантской работы Евтушенко написал портрет актрисы и балерины Илзе Лиепы.
Художник входит в круг успешных молодых портретистов. Ему позировали Ирина Богушевская, Лариса Богораз, Игорь Моисеев, Илья Рутберг, Борис Клюев, Юозас Будрайтис, Виктор Шендерович, Ольга Арефьева, Юлия Рутберг, Анатолий Найман, Марина Густавовна Шторх и др.
Портреты работы Д. М. Евтушенко

Наряду с портретами художник пишет картины-воспоминания и мотивы городской жизни, для которых характерны как лирический настрой, так и выявление острых, не всегда приглядных черт современности. К таким картинам можно отнести: «Метро» (1998), «Почтовые ящики» (1999), «Петербургский двор» (2005), «Московская окраина. Станция» (2006), «Детство. Чертаново» (2008), «Пустырь в Замоскворечье» (2014), «Дом Окуджавы» (2015), «Дворик на Пречистенке» (2016), «31 декабря в провинциальном баварском городке» (2017), «Такси ждет» (2017) и многие другие.
Городские пейзажи Д. М. Евтушенко

Кроме портретов и тематических композиций, Дмитрию Евтушенко принадлежат городские пейзажи, среди которых выделяются вильнюсские и венецианские серии, отличающиеся приглушенным колоритом и «поэзией увядания». Художник много путешествует по излюбленным местам, фиксируя свои впечатления в многочисленных этюдах и зарисовках.
Европейские зарисовки Д. М. Евтушенко

### Выставки и альбомы
Персональные выставки Евтушенко неоднократно проходили в московском Доме Балтрушайтиса (культурный центр Посольства Литвы в Москве). Художник неоднократно выставлялся в Центральном Доме Художника (Москва) и Центральном Выставочном Зале (Манеж), участвовал в групповых и персональных выставках за рубежом.
Альбом произведений Дмитрия Евтушенко издан московским издательством «Белый Город» (составитель Б. Бедросьян) (М., 2007. Тираж 3 000 экз., 978-5-7793-1288-2).
Работы художника также представлены в двухтомном издании «Современный Русский Реализм» (изд. Сканрус). Ряд портретов находится в собрании Театрального музея имени А. А. Бахрушина.
Публикации о Евтушенко появлялись в таких изданиях, как «Смена», «Юный Художник», «Музыкальная Академия», «Международная Еврейская Газета», «Изограф», «Посев», «The East-West Review», «Main Post» и др. 

## Публикации
- Д.Евтушенко. Мастер-класс Кшиштофа Пендерецкого в Вюрцбурге
- Б. Д. Бедросьян. Дмитрий Евтушенко. Иллюстрированный альбом из серии «Мастера живописи. Русские художники».
- Evtushenko kommt ins Franck-Haus Marktheidenfeld  (нем.)
- Künstler Evtushenko kommt zum Dialog  (нем.)
- И.Абель. Лёгкая кисть